# Publio Elio Peto (console 337 a.C.)
Publio Elio Peto   (in latino Publius Aelius Paetus; fl. IV secolo a.C.) è stato un politico romano.

## Biografia
Fu eletto console nel 337 a.C. con Gaio Sulpicio Longo. Durante il loro consolato scoppiò una guerra tra i Sidicini e gli Aurunci, questi ultimi alleati di Roma. Il Senato deliberò di intervenire al fianco degli Aurunci, ma a causa di incertezze dei due consoli romani, la città degli Aurunci venne abbandonata e gli abitanti fuggirono verso Sessa Aurunca. Irritato per l'irrisolutezza dei due consoli, il Senato, per la continuazione della guerra il Senato nominò dittatore Gaio Claudio Regillense, che nominò Gaio Claudio Ortatore come magister equitum.
All'indomani della sconfitta delle Forche Caudine, i consoli in carica nominarono dittatore Quinto Fabio Ambusto, che a sua volta scelse Publio Elio Peto come magister equitum. Ma vennero subito rimpiazzati a causa di irregolarità nella nomina .